# Clemente Rojas
Clemente Rojas (Barranquilla, 1 de septiembre de 1952) es un exboxeador colombiano. Fue medallista olímpico en los Juegos Olímpicos de Múnich 1972. Se retiró en 1982 luego de 26 peleas (9 ganadas, 14 perdidas y 3 empates).

## Trayectoria
Rojas participó en los siguientes eventos nacionales e internacionales:

### Juegos Olímpicos
Fue el segundo deportista colombiano en obtener una medalla olímpica (bronce) en la modalidad de boxeo, logro que obtuvo en los Juegos de Múnich 1972. Además, obtuvo la tercera medalla olímpica para Colombia en la historia de los Juegos Olímpicos (7 de septiembre de 1972), 6 días después de que Helmut Bellingrodt obtuvo la primera medalla olímpica (plata, 1 de septiembre de 1972) y un día después de que Alfonso Pérez aseguró medalla de bronce (6 de septiembre de 1972). 

#### Juegos Olímpicos de Múnich 1972
Clemente Rojas participó en los Juegos Olímpicos de Múnich 1972 y en la misma edición de los juegos obtuvo la primera medalla de bronce para Colombia. En esa misma edición, Alfonso Pérez logró la tercera medalla olímpica para Colombia en la historia de los Juegos Olímpicos (siendo también de bronce).
- , Medalla de bronce: 54-57 kg